# 882 Swetlana
882 Swetlana
882 Swetlana là một tiểu hành tinh ở vành đai chính. Nó được G. N. Neujmin phát hiện ngày 15.8.1917 ở Simeiz (Krym, Ukraina). Không biết rõ nguồn gốc tên của nó.